# Godinotia neglecta
Godinotia neglecta és una espècie extinta de prosimis semblants als lèmurs i que pertanyien al grup dels adapiformes. Visqueren durant l'Eocè (fa 49 milions d'anys) i els fòssils que se n'ha trobat al jaciment de Messel mostren que ja tenia alguns dels trets dels homínids que convertirien els primats en un grup tan reeixit. És un dels primats més primitius coneguts, però els seus orígens continuen sent polèmics: alguns afirmen que el primat més primitiu té setanta milions d'anys, però això es basa en una única dent fossilitzada. Els fòssils de primats més antics datats sense dubte són de fa uns 55 milions d'anys i pertanyen a animals similars a Godinotia.
Els fòssils també mostren que Godinotia era especialment vulnerable als atacs dels cocodrils, que els podrien haver caçat a les ribes dels rius quan s'hi acostaven a beure.
Godinotia feia uns trenta centímetres de llarg sense comptar la cua; era més petit que un gat.
Com tots els primats més primitius, Godinotia vivia a la copa dels arbres, on hi havia menjar abundant i hi havia pocs depredadors grans. Per moure's i alimentar-se, utilitzava la seva excel·lent visió esteoroscòpica, llargues potes i mans que podien agafar coses, de manera que es podien gronxar a les branques o d'arbre en arbre. Els seus ulls eren grans, cosa que fa pensar que probablement eren nocturns, i la forma de les seves dents suggereix que menjaven insectes i fruita.
El mascle i la femella eren més o menys de la mateixa mida, cosa que, segons l'exemple de les espècies actuals, probablement vol dir que eren animals solitaris que només es trobaven per aparellar-se. La gran mida de l'os del penis de Godinotia indica que l'aparellament durava un llarg temps, possiblement hores. El mascle ho feia per assegurar-se que la femella es quedaria embarassada d'ell.
Fou anomenat en honor de l'investigador de primats Marc Godinot.